# Biforo
Biforo est une commune située dans le département de Safané de la province du Mouhoun au Burkina Faso.

## Démographie
| 2003  | 2006  | 2012 |
| ----- | ----- | ---- |
| 1 768 | 1 810 | -    |

## Santé et éducation
Le centre de soins le plus proche de Biforo est le centre de santé et de promotion sociale (CSPS) de Datomo tandis que le centre médical (CMA) le plus proche se trouve à Safané.